# Харкортзе
Харкортзе (нем. Harkortsee) — водохранилище на реке Рур, находящееся между городами Хагеном, Веттером и Хердекке (федеральная земля Северный Рейн-Вестфалия).
Объём воды — 0,0031 км³. Площадь поверхности — 1,37 км². Высота над уровнем моря — 89 м.
Водохранилище названо в честь известного немецкого политика и предпринимателя Фридриха Вильгельма Харкорта.
Водохранилище начали строить в конце 1920-х годов с целью выполнения роли отстойника взвешенных частиц — вследствие уменьшения скорости течения Рура происходило самоочищение воды. Это помогало решить проблему водоснабжения, когда потребности в питьевой воде быстро росли, а загрязнение Рурской воды постоянно увеличивалось. Заполнение водохранилища состоялось в 1931 году.
В настоящее время водохранилище также служит популярным местом отдыха. Вдоль северного берега проложена велосипедная дорожка, являющаяся частью маршрута «Велосипедный путь Рура». В летнее время по водохранилищу курсирует прогулочное судно «Фридрих Харкорт», имеется пункт проката лодок и водных велосипедов.
На северном берегу Харкортзе находится замок Веттер, а на южном — Замок Вердринген.
Водохранилище Харкортзе является тематическим пунктом «Путь индустриальной культуры» Рурского региона.